# Естер Ледерберг
Естер Міріам Ціммер Ледерберг (англ. Esther Miriam Zimmer Lederberg; 18 грудня 1922 — 11 листопада 2006) — американська вчена, мікробіолог, імунолог, піонер у дослідженнях генетики бактерій. Серед її найвизначніших досягнень — відкриття фага лямбда, зв'язку між трансдукцією і лізогенією фага лямбди, розробка методу реплікації і відкриття фактора фертильності (фактор F) бактерій.
Естер Ледерберг заснувала і була керівником Центру вивчення плазмід (Plasmid Reference Center — PRC) в Стенфордському університеті. У Центрі вона зберігала, вивчала і класифікувала плазміди багатьох типів, включаючи ті, що кодують стійкість до антибіотиків, стійкість до важких металів, вірулентність, кон'югацію, коліцини, транспозони, температурну чутливість і інші фактори. Більшість з цих плазмід все ще не повністю вивчені.

## Біографія
Естер Міріам Ціммер народилася в Бронксі у Нью-Йорку в сім'ї ортодоксальних євреїв. Естер була старшою з двох дітей друкаря Давида Ціммера і його дружини Пауліни Геллер Ціммер.. Брат, Бенжамін Ціммер (Benjamin Zimmer), народився в наступному, 1923 році.
Естер робила великі успіхи в навчанні. Вона вчилася у вищій школі в Бронксі (Evander Childs High School). За успіхи у французькій мові Естер не раз отримувала нагороди. Вона закінчила цю школу у віці 16 років. Вона працювала науковим співробітником в Нью-Йоркському ботанічному саду, займаючись дослідженнями Neurospora crassa з ботаніком Бернардом Оджілві Доджем. 1942 року Естер здобула ступінь бакалавра мистецтв в коледжі Гантер (Hunter College) в Нью-Йорку, який вона закінчила з відзнакою.
Після закінчення коледжу Естер Ціммер влаштувалася працювати в Інститут Карнегі у Вашингтоні науковим асистентом Александра Голлендер (Alexander Hollaender), з яким вона продовжила працювати над Neurospora crassa. Там же вона опублікувала свою першу роботу з генетики бактерій.
У 1944 році Естер перемогла у конкурсі на наукову посаду в Стенфордському університеті, переїхала на захід до Каліфорнії, і працювала асистентом у Джорджа Бідла.
Після літньої сесії на Морський станції Гопкінса Стенфордського університету, де вона працювала під керівництвом Корнеліуса Ван Ніла, Естер розпочала навчання на магістерській програмі з генетики. Під час перебування в Стенфорді вона працювала з Едвардом Тейтемом, професором Єльського університету в галузі генетики бактерій. 1946 року здобула ступінь магістра.
У 1946 році Естер вийшла заміж за Джошуа Ледерберга, після чого вона почала працювати над своєю докторською дисертацією в Університеті Вісконсин. Її назва: «Генетичний контроль мутабільності в бактерії Escherichia coli». Естер захистила свою дисертацію в 1950 році.
У 1966 році Естер розлучилася з Джошуа Ледербергом. Вона вдруге вийшла заміж за Метью Саймона в 1993 році.
Естер Міріам Ціммер Ледерберг померла 11 листопада 2006 року від запалення легенів і серцевої недостатності у віці 83 років.

## Наукові досягнення
Естер брала участь в симпозіумах, організованих Cold Spring Harbor Laboratory з генетики у 1940-х і 50-х років.
Естер впливала і перебувала під впливом таких колег і друзів, як її наставник Едуард Тейтем, Джордж Бідл, Корнеліус Ван Ніл, Барбара МакКлінток, Сальвадор Лурія, Андре Львофф, Жак Моно, Франсуа Жакоб, Вернер Арбер, Ервін Чаргафф, Сол Шпігельман, Міліслав Демерік (колишній директор Cold Spring Harbor Laboratory), Евелін Віткін, Макс Дельбрюк, Френсіс Крік, Джеймс Вотсон, Теодор Добжанський, Джим Кроу, Луїджі Лука Каваллі-Сфорца, Модженс Вестергорд, Аарон Новік, Б. А. Д. Стокер, Гвідо Понтекорво, Бернард Девіс, Альфред Герші, Євген Нестер, Алан Кемпбелл, Альфред Стюртівент, Гюнтер Стент, Джонас Селк, Трейсі Соннеборн, Сідні Бреннер і багато інших.
Естер Ледерберг працювала в університеті Вісконсина більшу частину 1950-х. Саме там вона відкрила бактеріофаг лямбда, провела початкові дослідження зв'язку між трансдукцією і лізогенією фага лямбда, відкрила фактор F розмноження бактерій (згодом опублікувала спільно з Джошуа Ледербергом і Лукою Л. Каваллі-Сворцою) і розробила першу успішну реалізацію методу відтворення реплік (з Джошуа Ледербергом). Ці чотири наукових досягнення лягли в основу багатьох робіт з генетики, зроблених в другій половині двадцятого століття.

### Бактеріофаг лямбда і трансдукція
Естер Ледерберг була першою, кому вдалося виділити бактеріофаг лямбда, ДНК-вірус з Escherichia coli у 1950 році. Вона працювала з штамом K12 E. coli, який створений мутагенезом за допомогою ультрафіолетового світла. Коли вона інкубувала суміш мутантного штаму з його батьківським штамом в агаровому середовищі, вона побачила бляшки, які, як стало відомо, були викликані бактеріофагами. Джерелом бактеріофагів був батьківський штам K12. Оброблення ультра-фіолетом «вилікувала» бактеріофаг від мутанта, роблячи його чутливим до інфекції тим самим бактеріофагом, який вироблявся батьком. Бактеріофаг отримав назву λ.
Генетичний матеріал фага лямбда складається з подвійної спіралі молекули ДНК з дванадцятьма базовими парами, які мають виступаючі кінці 5', що дозволяють циркуляцію в молекулі ДНК. Це проявляється в літичному циклі та лізогенному циклі. Вивчення цих протилежних циклів і управління ними було дуже важливим для розуміння регулювання зчитування генетичного коду. Механізм інтеграції лямбда ДНК в бактеріальну ДНК був вперше пояснений колегою Естер і близьким її другом Аланом Кемпбеллом в 1962 році.
Фаг лямбда розглядається як «симбіотичний бактеріофаг»: фаг, чий геном з'єднується з фагом бактерії господаря і повторює її.
Використання фага лямбда включає його застосування як вектора для клонування рекомбінантної ДНК; використання сайт-специфічної рекомбінази «int» для змішування клонованих ДНК методом «ключа» і застосування його червоного оперона, включаючи білки червоної альфи (також званої «exo»), бети і гами. Все це входить в ДНК-інженерний метод рекомбінування.
Стаття Естер про фаг лямбда в 1950 році привела в результаті до відкриття трансдукції, що виявилося важливим для пояснення перенесення бактеріальної стійкості.. Глибше розуміння взаємин між трансдукцією і лізогенією фага лямбда було результатом цієї роботи.

### Фактор F розмноження бактерій
Фактор розмноження (також знаний як фактор F) — це послідовність бактеріальної ДНК, яка дозволяє бактерії виробляти сексуальні фімбрії, необхідні для злиття.
Послідовність містить 20 tra (для «перенесення») генів і деяку кількість інших генетичних послідовностей, відповідальних за несумісність, реплікацію і інші функції.
F фактор — це епізома, яка або може існувати як незалежна плазміда, або може інтегруватися всередину генома бактеріальної клітини.
Відкриття Естер Ледерберг фактора F випливало прямо з її відкриття фага лямбда. Естер випадково виявила бактеріофаг лямбда, коли вона побачила бляшки на бактеріальному агарі з «lac» індикатором в ході іншого експерименту.

### Метод отримання реплік
Проблема відтворення бактеріальних колоній en masse в тій же самій геометричній конфігурації, що і в первісному методі з агаром, була успішно вирішена за допомогою методу отримання реплік, здійсненого Естер Ледерберг.
Ідея цього методу отримання реплік належить Джошуа і Естер Ледербергам, але сама методологія здійснення методу отримання реплік була розроблена саме Естер. Вона використовувала спеціальний вид італійського вельвету для отримання реплік і розробила метод його стерилізації.

### Пізніші досягнення
Естер Ледерберг повернулася в Стенфорд в 1959 році разом з Джошуа Ледербергом, де вона залишилася і продовжила свою наукову кар'єру, заснувавши і ставши директором Центру з дослідження плазміди (Plasmid Reference Center, PRC).
Вона вийшла на пенсію у 1985 році, але продовжувала відвідувати PRC протягом майже десяти років.

## Нагороди
- 1956: премія імені Пастера від Товариства бактеріологів Іллінойсу (спільно з Джошуа Ледербергом; вперше премія присуджена відразу двом ученим);[26]
- 1959: Стипендія Фулбрайта з бактеріології для роботи в Мельбурнському університеті в Австралії;[10]
- 1969: Президент Стенфордського відділення Sigma Xi[27]
- Член Американської асоціації розвитку науки;[10]
- 1985: удостоєна звання почесного професора мікробіології та імунології Стенфордського університету.[10]

## Інші заняття
Естер була багатосторонньою особистістю. Крім науки, Естер Ледерберг успішно займалася музикою, літературою. Крім того, вона мала інтерес в галузі ботаніки та садівництва.

### Музика
Займаючись музикою все своє життя (вона грала на багатьох інструментах), Естер була прихильницею середньовічної музики. Вона була однією із засновників Mid-Peninsula Recorder Orchestra — філії Сан-Франциського товариства ранньої музики, в 1962 році, будучи його президентом протягом декількох років.

### Ботаніка та садівництво
Естер все життя цікавилася ботанікою і садівництвом. Вона сприяла посадці місцевих рослин таких, як мак і люпин навколо Стенфордського університету, аргументуючи це тим, що будучи красивими, вони не потребують спеціального поливу. Це особливо важливо для території, розташованої в районі Сан-Франциської затоки, де часто бувають посухи.